# 뜻하지 않은 행운
〈뜻하지 않은 행운〉(棚からぼたもち 타나카라보타모치[*])은 부사이쿠의 악곡이며, 데뷔 싱글이다.

## 차트 성적
- 2013년 12월 12일 자의 오리콘 데일리 차트에서 약 7.1만 매의 매상으로 1위를 획득했다. 12월 23일 자의 오리콘 주간 차트에서는 13.3만 매로 2위를 획득했다. 그 후에도 5주 연속 톱 10에 들어가는 등 롱 히트해, 누계 매상은 20만 매를 넘고 있다.

## 수록곡

### CD (전 형태 공통)
1. 棚からぼたもち / 뜻하지 않은 행운
작사·작곡·편곡: 나카이 상, 미야시타 형제
2. 棚からぼたもち (カラオケ)

### DVD (초회 한정반 A만)
1. 棚からぼたもち (MUSIC VIDEO)
2. 棚からぼたもち (Making Movie)

### 통상반 (초회 사양)
- 픽처 레이블 사양
- 미니 사진집 (전 2종류 중 1종 봉입)

### 키스마이 SHOP반
- 3대 특전
  - 솔로 사진 자켓 (각 멤버 ver.)
  - 픽처 레이블 (각 멤버 ver.)
  - B2 사이즈 솔로 포스터 (각 멤버 ver.)